# Vãngri Kaingáng
Luciana Vãngri Kaingáng (nascida em 1980) é uma ativista, educadora, escritora, artista plástica e líder indígena do povo Kaingáng. Publicou vários livros sobre arte indígena e atualmente trabalha como membro no Instituto Kaingáing (INKA) no Rio de Janeiro. Desde 2005 atua como escritora e artista plástica, em 2009 assumiu o papel de griô no projeto Ação Griô Nacional do Ponto de Cultura Kanhgág Jãre, localizado na aldeia Serrinha, no estado do Rio Grande do Sul. Com o grupo de velhos anciãos e de sábios pode ver e assimilar os costumes, a língua, o canto, a dança, a tradição, o artesanato Kaingáng e se especializou em comida tradicional.
Trabalhou por cinco anos na Escola Estadual Indígena de Ensino Médio Fág Kavá, na Serrinha, onde viveu situações com o grupo de anciãos que fizeram com que ambos se aproximassem. Lançou obras literárias em eventos como o XI Jogos dos Povos Indígenas, I Jogos Internacionais dos Povos Indígenas, além de participar como atleta nas modalidades de competição e como coordenadora dos grupos culturais de apresentação nesses eventos.

## Biografia
Vãngri Kaingáng nasceu na Terra Indígena de Ligeiro na região norte do Rio Grande do Sul em 1980, onde morou até os 16 anos.
Ela se formou em Ciências Biológicas pela Universidade de Passo Fundo, Rio Grande do Sul. Atualmente, mora no Rio de Janeiro, onde trabalha no Instituto Kaingáng como escritora e educadora, e na Associação de Escritores e Ilustradores Infanto Juvenil (AEILIJ) como arte-escritora e ilustradora. No passado, em 2015, ela trabalhou para uma ONG especializada na defesa dos povos indígenas de todas as etnias.
Em sua vida pessoal ela é casada com Garapira Pataxó, vice-cacique do grupo indígena Pataxó, e eles têm um filho juntos, Siratan Katir, que nasceu no início de 2014.

## Carreira profissional

### Artístico
Vãngri Kaingáng é uma artista plástica com ênfase no grafismo e a ilustração que retrata a indigeneidade do brasileiro, especialmente do povo Kaingáng. Ela realizou trabalhos gráficos indígenas para a Rede Globo entre 2010 e 2011. Em 2013, ela ajudou em um exposição no Museu de Arte Moderna de São Paulo. Atualmente, realiza oficinas de tecelagem para peças de adornos de diferentes aldeias indígenas do Rio Grande do Sul.
É professora de pintura corporal Kaingáng, pintura facial, pintura em tela, painéis e camisetas. Atualmente, realiza oficinas de tecelagem para peças de adornos de diferentes aldeias indígenas do Rio Grande do Sul.
Em 2023, participou da exposição “ELAS” indígenas, com obras de arte em tela, dos grafismos Kaingáng, divulgada amplamente nas capitais culturais do país, especialmente no Rio de Janeiro, na Escola de Artes Visuais do Parque Lage.

### Literário
Vãngri é contadora de histórias mitológicas de criação do povo Kaingáng, com duas obras publicadas em grandes editoras, sendo uma delas distribuída pelo Plano de Desenvolvimento a Leitura (PNDL), para escolas de todo Brasil.
Em 2009, Vãngri Kaingáng escreveu a obra Antologia Indígena com a ajuda de outros escritores e educadores do NEArln (Núcleo de Escritores Indígenas) do INBRAPI (Instituto Brasileiro para Propriedade Intelectual).
Em 2010, ela escreveu sua obra Jóty, o tamanduá com Maurício Negro.
Em 2017, escreveu e ilustrou Estrela Kaingáng: uma lenda do primeiro pajé.
Em 2020, escreveu um texto para a obra Ponto de Cultura Kanhgág Jãre 15 Anos, capítulo 2 Carta aos Mestres da Tradição Kaingáng.

### Educacional
Vãngri Kaingáng é uma educadora bilíngue que participa em projetos envolvendo as quatros escolas na aldeia Serrinha, Sede do Ponto de Cultura Kanhgág Jãre, aldeia ao norte do estado do Rio Grande do Sul, onde morou por vinte anos, dali viajou e representou os Kaingáng em muitos eventos no Brasil pelo Instituto Kaingang e pelo INBRAPI. Ela trabalha com arte-educação criando material didático e cartilhas com ilustrações para a Escola Estadual Fág Kawá. Atualmente, ela realiza trabalhos educacionais conforme a lei 11.645/08 em escolas públicas do Rio de Janeiro. Participa do projeto Povos da Floresta, desenvolvendo projetos locais de sustentabilidade. Trabalhou em muitos projetos culturais, dentro e fora das aldeias dos Kaingáng.
Educadora e coringa do Teatro dos Oprimidos de Augusto Boal, desde 2006, trabalhou teatro na comunidade de Serrinha, Rio Grande do Sul, entre os jovens do povo Kaingáng de diferentes aldeias no Sul, e também, outras aldeias pelo Brasil como Pankararus de Pernambuco, Umutinas de Mato Grosso, em Consultas Públicas para Proteção do conhecimento tradicional dos povos indígenas.

## Ativismo
Vãngri Kaingáng é uma ativista social e faz campanhas pelos direitos das mulheres e pelos direitos dos povos indígenas. Já fez várias aparições em marchas e manifestações, principalmente em relação à crise na aldeia de Maracanã. Ela tem uma experiência em primeira mão com esta crise, já que viveu na aldeia durante cinco anos antes de ser retirada à força. Como mostra seu trabalho e obras, Vãngri é apaixonada por promover a cultura indígena no Brasil e preservá-la para a próxima geração.
Trabalha com militância indígena desde sempre, visando o indígena como protagonista, em todas as situações, trabalhos com filmagens, edições de imagem, produção de audiovisuais e curta metragens, além de documentários, registros em fotografias, ilustrações, charges, poesia e literaturas. 